# Nalotnica polska

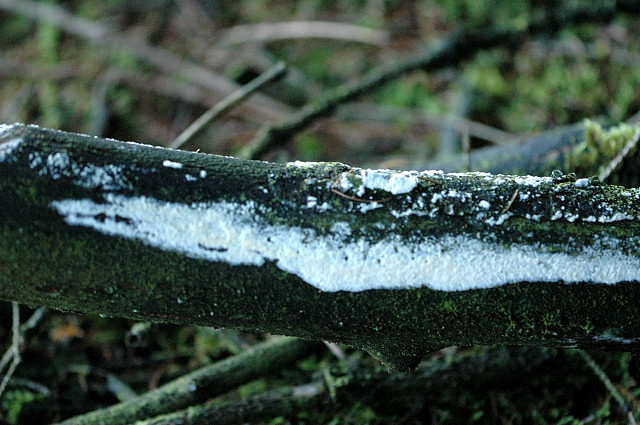

Nalotnica polska (Gyrophanopsis polonensis (Bres.) Stalpers & P.K. Buchanan) – gatunek grzybów należący do rzędu żagwiowców (Polyporales).

## Systematyka i nazewnictwo
Pozycja w klasyfikacji według Index Fungorum: Hypochnicium, Incertae sedis, Polyporales, Incertae sedis, Agaricomycetes, Agaricomycotina, Basidiomycota, Fungi.
Po raz pierwszy takson ten opisał w 1903 r. Giacomo Bresàdola na podstawie okazu dostarczonego mu przez polskiego mykologa Bogumira Eichlera, który zbierał je w okolicach Międzyrzeca Podlaskiego. Bresàdola nadał mu nazwę Kneiffia polonensis. Obecną, uznaną przez Index Fungorum nazwę nadali mu w 1991 r. Joast A. Stalpers i Peter K. Buchanan.
Ma 7 synonimów. Niektóre z nich:
- Botryobasidium polonense (Bres.) Boidin 1958
- Hypochnicium polonense (Bres.) Å. Strid 1975[3].

Nazwę polską zaproponował Władysław Wojewoda w 2003 r. dla nazwy naukowej Hypochnicium polonenese. Jest niespójna z aktualną nazwą naukową.

## Morfologia
Owocnik
Rozpostarty, przyrośnięty, o grubości 0,2–0,3 mm (wraz z cystydami), biały lub lekko żółtawy, miękki i kłaczkowaty, kutnerowaty (z powodu wystających i dobrze pod lupą widocznych cystyd). Hymenium w eksykatach porowate. Brzeg tej samej barwy, niezbyt różniący się od reszty owocnika.
Cechy mikroskopowe
Cysty obfite, 100–200(–400) x 6–10 µm, septowane, na końcach lekko zwężające się, ale tępe, pokryte cienką ziarnistą skorupą kryształów. Wyrastają ze strzępek strukturalnych i różnią się od nich tylko nieznacznie. Są tak liczne, że pokrywają błonę dziewiczą jak futro, zasłaniając podstawki. W stanie żywym są miękkie, ale po wysuszeniu są bardzo kruche i w preparacie mikroskopowym trudno je otrzymać w całości. Podstawki cylindryczne, często zwężone, 17–35(–40) x 4–5(–7) µm, cienkościenne i delikatne. Bazydiospory o wymiarach 7–8(–12) x (3,5–)4–6(–7) um, podłużne lub elipsoidalne, w niektórych zarodnikach o niemal równoległych bokach, w innych wypukłe, gładkie, grubościenne, cyjanofilne, rzadko z małym apiculusem.

## Występowanie i siedlisko
Nalotnica polska występuje w Europie, Ameryce Północnej i Azji, pojedyncze stanowiska podano także w północnej części Ameryki Północnej i na wyspie Reunion na Oceanie Indyjskim. W Europie jest szeroko rozprzestrzeniona. W Polsce W. Wojewoda w 2003 r. przytoczył 3 stanowiska, w późniejszych latach podano następne. Na Czerwonej liście roślin i grzybów Polski ma status gatunku rzadkiego – potencjalnie zagrożonego z powodu ograniczonego zasięgu geograficznego i małych obszarów siedliskowych.
Grzyb nadrzewny, saprotrof. Występuje w lasach na martwym drewnie, głównie drzew liściastych. W Polsce notowany na drewnie buków, dębów i wiązów, ale występuje także na próchniejącym drewnie olszy, brzozy, jesionu, topoli, wierzby, wiązu.